# Vogelkopblomsterpickare
Vogelkopblomsterpickare (Dicaeum pectorale) är en fågel i familjen blomsterpickare inom ordningen tättingar.

## Utseende och läte
Vogelkopblomsterpickaren är en mycket liten tätting. Ovansidan är mellangrå, undersidan ljusgrå med ljusaktig buk och strupe. Hanen har en bjärt röd fläck på bröstet och en gulaktig ton på huvudet. Honan har ett brett band som sträcker sig från näbben och nerför bröstets mitt. Lätet är ett strävt "jig!".

## Utbredning och systematik
Vogelkopblomsterpickare delas in i två underarter:
- Dicaeum pectorale ignotum – förekommer på Gebe Island (Halmaherahavet utanför nordvästra Nya Guinea)
- Dicaeum pectorale pectorale – förekommer på västpapuanska öarna och låglandet på västra Nya Guinea

## Levnadssätt
Vogelkopblomsterpickaren hittas i skogar i låglänta områden och bergstrakter upp till medelhög höjd. Där ses den vanligen i trädtaket.

## Status
Trots det begränsade utbredningsområdet och det faktum att den minskar i antal anses beståndet vara livskraftigt av internationella naturvårdsunionen IUCN.